# Legio II Parthica

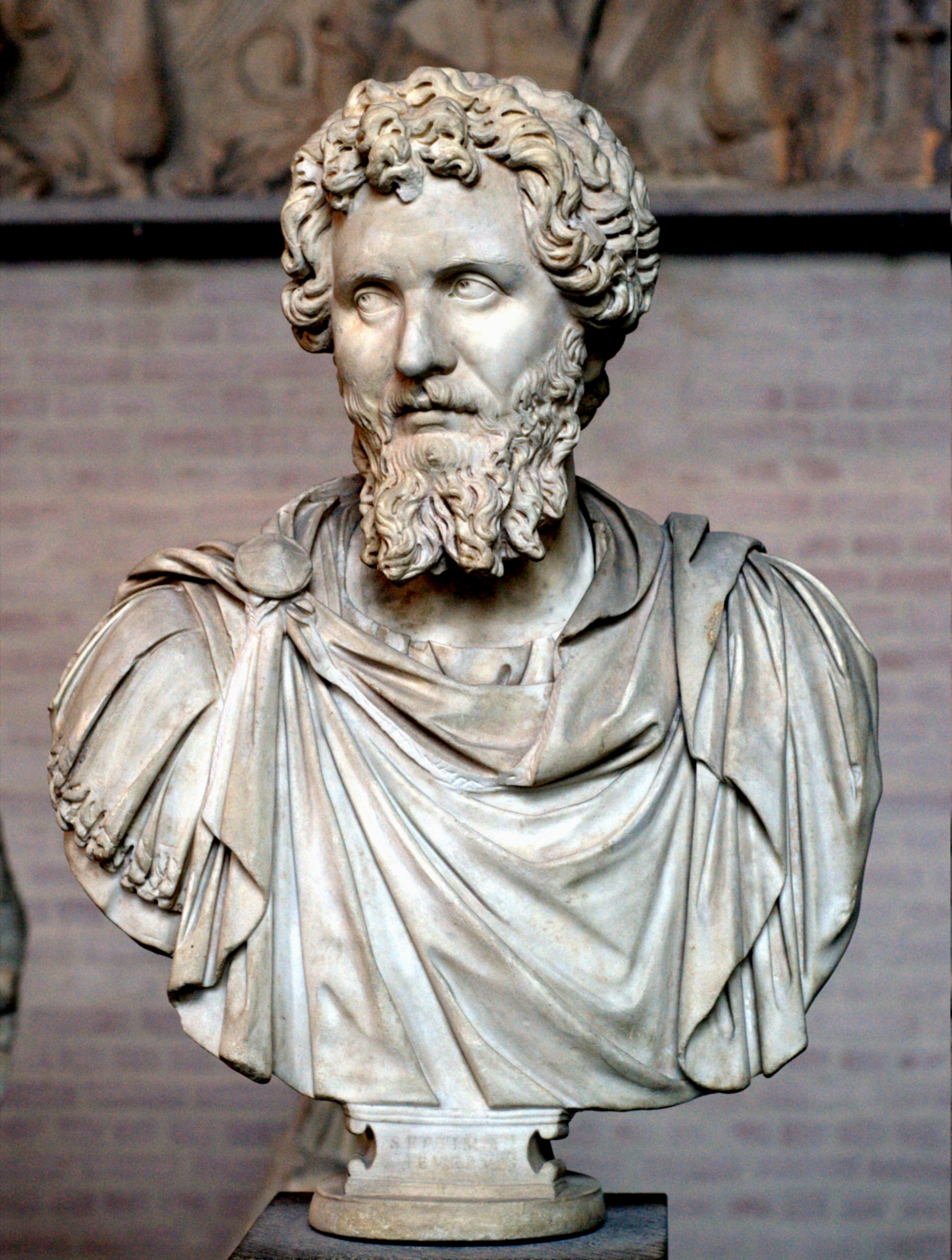
Buste de l’empereur Septime Sévère qui leva les trois légions dites Parthiques.

La Legio II Parthica fut créée en 197 par l’empereur Septime Sévère (règne 193-211), tout comme les légions I et III, également surnommées Parthica, en vue de sa guerre contre les Parthes en Pannonie, Illyrie et Thrace.
Après cette campagne, la légion II contrairement aux deux autres légions Parthica, retourna en Italie où elle servit à la fois d’armée de réserve pour accompagner l’empereur dans ses campagnes à l’étranger et de police militaire contre les tentatives de coup d’État fréquentes au IIIe siècle ou de rébellion du Sénat.
Dans son premier rôle, la légion accompagna Septime Sévère lors de la campagne de Grande-Bretagne, Caracalla contre les Alamans et Sévère Alexandre contre les Sassanides.
Pendant la période dite de l’ « Anarchie militaire », la Legio II Parthica appuya Maximin le Thrace avant de se retourner contre lui.  Elle prit part à la guerre de Gordien III contre les Sassanides et à celle de Philippe l’Arabe contre les Carpes. On trouve trace du passage de la légion dans de nombreux autres endroits sans qu’il soit possible d’établir avec précision son cheminement.
Au IVe siècle, elle se retrouve en Mésopotamie où elle est défaite par les Sassanides en 360. Mais elle continue à protéger la région du Tigre où elle est toujours cantonnée au début du Ve siècle.
L’emblème de la légion était le Centaure.

## Histoire de la légion

### Sous les Sévères
Contrairement à la tradition, Septime Sévère (r. 193-211) ne fut pas choisi par le Sénat avec qui il entretint toujours des relations difficiles, mais par l’armée sur laquelle il s’appuya pour asseoir son pouvoir. Contrairement à la tradition également, les trois légions parthiques qu'il créa ne seront pas commandées par un sénateur, mais par un préfet de légion issu de l’ordre équestre et les légionnaires seront recrutés en Illyrie plutôt qu’en Italie , .  Après sa création en 197, la légion II Parthica prit part avec ses deux légions sœurs à la campagne réussie contre les Parthes.

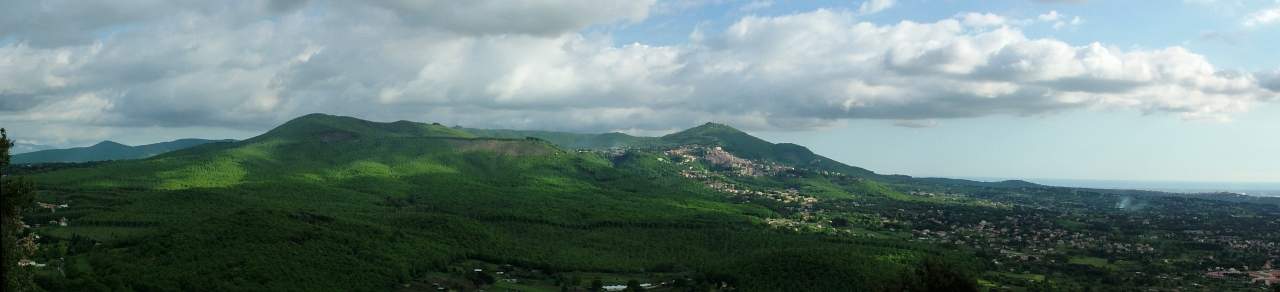
Vue panoramique des monts Albains dans le Latium qui serviront de quartier général à la Legio II Parthica.

À la fin de la campagne, alors que les deux autres légions demeuraient en Orient, la légion II fut rapatriée en Italie et stationnée sur les contreforts des monts Albains, à une vingtaine de kilomètres au sud-est de Rome, au camp dit « Castra Albana », ce pourquoi elle fut aussi désignée comme Legio Albana et ses légionnaires, de façon familière mais trompeuse, « Albanais ».  Ainsi stationnée près de la capitale, la légion jouait deux rôles : le premier était de prévenir tout coup d’État, les tentatives d’usurpation étant fréquentes au IIIe siècle et de s’assurer de la docilité du Sénat ; la deuxième était de servir d’armée de réserve  en cas de tentatives d’invasion aux frontières. Au IIe siècle, la pratique avait été, en cas de menace, de déplacer une légion de l’endroit où elle était stationnée vers l’endroit menacé, laissant ainsi le champ libre, sur le Rhin par exemple, à d’autres invasions. Commandée par le préfet du prétoire la IIe légion pouvait être rapidement transférable sans exposer le Latium.
Ainsi, Septime Sévère utilisa la Legio II Parthica lors de la campagne de Grande-Bretagne en 208-211 et son successeur, Caracalla (r. 211-217) l’employa contre les Alamans en 213, du moins si les inscriptions retrouvées à Worms se réfèrent bien à cette campagne.
Au printemps 214, la légion, renforcée par des equites extraordinarii (Cavalerie auxiliaire) accompagna Caracalla, d’abord à Alexandrie avant de s’aventurer dans l’Empire parthe et de fixer ses quartiers à Apamée en Syrie de 215 à 218. Son commandant, le préfet du prétoire Macrin, fut impliqué en 217 dans l’assassinat de l’empereur,. L’année suivante, la légion, de même que la légion III Gallica, abandonna Macrin pour appuyer Héliogabale (218-222) et défaire son ancien commandant. Le nouvel empereur la récompensera en lui donnant les cognomen (surnoms) de Pia Fidelis Felix Aeterna (litt : éternellement fidèle, loyale et heureuse) et de Antoniana (litt : [légion] Antonienne) , . En 218/219, la légion rentra à Rome en compagnie de l’empereur que les légionnaires honorèrent l’année suivante en construisant un autel consacré à la Victoria eterna.
En 231 et jusqu’en 233, Sévère Alexandre (r. 222-235), dernier de la dynastie des Sévères, fit campagne contre la nouvelle puissance qui s’affirmait en Mésopotamie et en Syrie : les Sassanides. À nouveau, la Legio II Parthica fut stationnée à Apamée de 231 à 233 où elle eut comme mission de surveiller la frontière constituée par le fleuve Euphrate. L’année suivante, elle retourna avec l’empereur en passant par l’Illyrie jusqu’au Danube et au Rhin où les Alamans menaçaient la nouvelle province. Elle fut alors stationnée à Mogontiacum (aujourd’hui Mainz, RFA) où l’empereur fut assassiné.

### Pendant l’Anarchie militaire
Après l’assassinat de l’empereur, l’armée proclama empereur l’un des siens, Maximin le Thrace (r. 235-238), alors préfet des recrues, qui décida de mener à terme la campagne contre les Germains que son prédécesseur voulait abandonner. Le Sénat n’avait que mépris pour cet Illyrien, semi-barbare, qui le lui rendit bien. Sans prendre le temps de faire confirmer son avènement à Rome, Maximin termina la campagne en Germanie puis se rendit en 236 sur le cours inférieur du Danube, pour affronter une coalition de Carpes, peuple dace insoumis, et de Sarmates. La deuxième légion l’y accompagna.
Lorsqu’éclata la crise entre l’empereur et le Sénat en 238, la Legio II Parthica se rangea d’abord du côté de Maximin et, au printemps, marcha avec lui sur l’Italie où le Sénat avait élu deux de ses membres, Pupien et Balbin, empereurs, pendant que l’armée d’Afrique avait, elle, proclamé le proconsul de la province, le sénateur Gordien, et son fils empereurs. Maximin fut toutefois arrêté  devant Aquilée dont il entreprit le siège. Mais les difficultés de ravitaillement des assiégeants et le fait que les légionnaires de la IIe Parthica craignaient que leurs parents demeurés à Alba ne servent d’otages provoquèrent une mutinerie; Maximin et son fils Maximus furent assassinés par leurs propres soldats, affaiblis par la famine.  S’étant ainsi débarrassé d’un rival gênant, Gordien III (r. 238-244), qui entretemps avait pris le pouvoir, permit à la légion de retourner à son quartier général d’Italie après une absence de sept ans .
Elle ne devait pas y séjourner longtemps puisque de 242 à 244, elle prit part sous Gordien III à sa guerre contre les Sassanides au cours de laquelle elle revint à son campement  d’Apamée. Elle s’y mérita le cognomen de Gordiana Pia Fidelis Aeterna (litt : légion de Gordien éternellement fidèle et loyale). 
Il est possible qu’elle ait pris part à la guerre du successeur de Gordien III, Philippe l’Arabe (r. 244-249), contre les Carpes avant de revenir à nouveau en Italie. Lorsqu’éclata le conflit entre Philippe l’Arabe et Trajan Dèce (r. 249-251), la Legio II Parthica demeura loyale à Philippe, mais fut battue lors de la bataille de Vérone dans le nord de l’Italie.

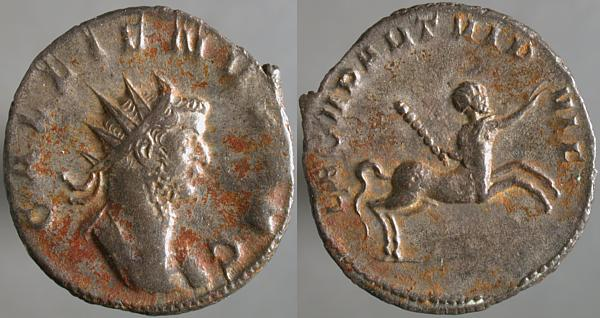
Pièce de monnaie frappée sous l’empereur Gallien portant la mention GALLIENUS AUG(ustus) et au verso LEGio II PART(hica) VI (Pia) VI (Fidelis) accompagnée d’un centaure, emblème de la légion.

Au cours des années qui suivirent, la légion ou certains de ses détachements fut appelée en renfort dans diverses parties de l’empire sans qu’il soit possible d’établir avec précision la chronologie de ses déplacements. Elle aurait ainsi combattu sous Aurélien (r. 270-275) en Arabie Pétrine contre la reine Zénobie de Palmyre et sous l’empereur Probus (r. 276-282) en Cilicie contre l’insurrection isaurienne conduite par Lydius. Des inscriptions témoignant de son passage ont également été trouvées à Bordeaux (France), en Thrace et en Numidie, mais ne peuvent être datées que de la fin du IIIe siècle, rendant ainsi impossible de retracer le cheminement de la légion.
Durant la même période, la proximité de son quartier général de Rome lui valut d’être mêlée aux différents conflits qui opposèrent les nombreux empereurs au cours de l’Anarchie militaire. Sa loyauté à l’empereur Gallien contre l’usurpateur Postumus lui valut à trois reprises de recevoir le cognomen Pia Fidelis (Pia V Fidelis V / Pia VI Fidelis VI / Pia VII Fidelis VII).

### IVesiècleetVesiècle
La légion se trouvait en Italie vers la fin du IIIe siècle, mais fut presque certainement dissoute par Constantin le Grand (r. 306-337) après la bataille du pont Milvius en octobre 312, à titre de châtiment pour l’appui apporté à son rival, Maxence.
En 360, soit qu’elle fut reconstituée, soit qu’une autre légion du même nom ait été créée, on retrouve une Legio II Parthica en compagnie des Legio II Armeniaca et Legio II Flavia (peut-être la même que celle connue comme Legio II Flavia Virtutis) sur les bords du Tigre à Bezabde (aujourd’hui Cizre en Turquie) où elle fut cernée par une armée sassanide. Lorsque les assiégeants finirent par s’introduire dans la ville, ses défenseurs furent ou bien massacrés ou bien emmenés prisonniers .
Selon la Notitia Dignitatum, recension rédigée vers 400, la légion était stationnée au moment de la rédaction à Cepha (Hasankeyf en Turquie), fortification stratégiquement importante sur le Tigre sous les ordres du dux Mesopotamiae.
Or perd trace par la suite de cette légion. Il n’est pas impossible toutefois qu’elle ait été intégrée dans l’armée de l’Empire romain d’Orient et dissoute au plus tard au VIIe siècle.

## Archélogie
La Legio II Parthica stationna à plusieurs reprises et durant plusieurs années à Apamée. Lors de fouilles archéologiques de 1984 sur une tour du rempart oriental, l'examen des pierres de remploi incluses dans les murs ont permis de trouver des dizaines de blocs portant des stèles ornées et des inscriptions funéraires de soldats, décédés lors des séjours de cette légion à Apamée.